# بابی راجرز
بابی راجرز (انگلیسی: Bobby Rogers; ۱۹ فوریهٔ ۱۹۴۰ – ۳ مارس ۲۰۱۳) یک موسیقی‌دان اهل ایالات متحده آمریکا بود.